# Цитокератины
Цитокератины — белки, из которых состоят внутриклеточные промежуточные филаменты цитоскелета эпителиальных клеток. Термин «цитокератин» был введен в конце 1970-х годов, когда был идентифицирован белок, из которого построены внутриклеточные промежуточные филаменты. В 2006 г. была введена новая номенклатура кератинов, согласно которой белки, ранее называвшиеся цитокератинами, рекомендовано именовать просто кератинами, так же как и сходные с ними кератины волос или ногтей. Тем не менее, в биомедицинской литературе имеется более 25 тыс. публикаций, в которых употребляется термин «цитокератин».

## Типы
Цитокератины образуют большое белковое семейство, которое разделяют на два типа по их изоэлектрической точке: кислые, обладающие сравнительно небольшой молекулярной массой (например, CK10, CK12, CK 13, CK14, CK16, CK17, CK18, CK19 и CK20), и основные, молекулярная масса которых обычно несколько выше (например, CK1, CK2, CK3, CK4, CK5, CK6, CK7, CK8 и CK9). Как правило, они образуют гетеродимеры, состоящие из одного кислого и одного основного кератина. Большое количество цитокератинов частично объясняется их тканевой специфичностью. Так, СК7 обычно экспрессируется в эпителии мочеполовых протоков, а СК20 — в желудочно-кишечном тракте. Такая специфичность нередко используется для определения происхождения раковых клеток.